# Wielen
Wielen est une ville allemande s'étendant sur 23.06 km². Elle se situe au nord du pays, dans l'arrondissement du Comté de Bentheim du land de Basse-Saxe.